# Moulton (Alabama)
Moulton is een plaats (city) in de Amerikaanse staat Alabama, en valt bestuurlijk gezien onder Lawrence County.

## Demografie
Bij de volkstelling in 2000 werd het aantal inwoners vastgesteld op 3260.
In 2006 is het aantal inwoners door het United States Census Bureau geschat op 3263, een stijging van 3 (0,1%).

## Geografie
Volgens het United States Census Bureau beslaat de plaats een oppervlakte van
15,3 km², geheel bestaande uit land. Moulton ligt op ongeveer 191 m boven zeeniveau.

## Plaatsen in de nabije omgeving
De onderstaande figuur toont de plaatsen in een straal van 32 km rond Moulton.